# Hello Again (ゲーム)
『Hello Again』（ハロー アゲイン）は、2000年5月26日にActiveより発売された18禁恋愛アドベンチャーゲーム。
主人公たちの性格と台詞回しのため、独特な学園寮生活の雰囲気を持つ（設定だけ見るとハーレムものだが、そのような雰囲気はない）。

## ストーリー
便利そうだけど、いまひとつ使えない超能力「DA」が認知された、ちょっとだけ未来のおはなし。
退学通告を受けた主人公・行平東吾は、転校先に「瀬戸際学園」を選んだ。DA研究施設を備えたこの学校を選んだ理由は、たまたま自分のDAの潜在値が高かったことと、学校案内に載っていた写真の女の子が気に入ったから。けれど実際に転校してみるとその女の子はいないわ、男子寮の自分の部屋は隣の女子寮の3人組が別荘代わりにしてるわ、学校では副担任の実験台にされるわのバタバタした毎日。
そんななか、彼は夢を見た。どこかの大きな屋根裏部屋に、あの学校案内の女の子がすわっている、実感のありすぎる夢。これは、本当に夢なのだろうか。

## 登場人物
行平 東吾（ゆきひら とうご）
主人公。不良学生だが、絡まれなければ常識人。DAの潜在値はかなり高いが、発現する気配なし。
泉本 真沙魚（いずもと まさお）
学年と男女を問わず人気の高いムードメーカー。DA能力は、自称「予知能力」。主人公が転入する前に彼の似顔絵を描いていたという実績がある。
宇佐美 詩歩（うさみ しほ）
年中お祭り状態な、食欲バンザイ娘。DAは潜在値・実効値ともに低い。超常現象研究部 部長。
仙波 由真（せんば ゆま）
スポーツ万能な男勝り。女子生徒に人気が高く、後に主人公から「姉御」のあだ名を広められた。DA能力は詩歩いわく「人間洗濯機」。
高原 美津夜（たかはら みつよ）
学生会書記、図書委員をこなす優等生。 まじめで成績優秀で主人公とは正反対。つい、意地悪したくなるような女のコ
止鞠 泉深（とまり いずみ）
主人公より後にやってきた転入生。奇妙に冷めた態度をとる。何かを探しにきた様子。
深沢 操（ふかざわ みさお）
主人公の夢の中に現れる女性。
三島 有希（みしま ゆうき）
主人公の副担任。DA研究の権威で、生徒より研究優先。『ねがぽじ ～お兄ちゃんと呼ばないでっ!!～』にも出演。

## スタッフ
- プロデューサー：ぽち屋
- シナリオ：枕流
- 原画：センキチロオ（風上旬の別名義）
- 音楽：山中紀昌
- 声優協力：江崎プロダクション（現在はマウスプロモーション）